# Lisandro Henríquez
Lisandro Alexis Henríquez Gómez (n. 3 de septiembre de 1982). Es un exfutbolista chileno que jugó como defensa. 

## Carrera
Comenzó su carrera futbolística en las divisiones inferiores de Fernández Vial y asciende al primer equipo el año 2003. Tras su paso en la Universidad de Concepción, con el que ganó Copa Chile, es contratado por Everton de Viña del Mar, del cual es desafectado por un acto de indisciplina a mediados del año 2010. Los primeros días del mes de mayo se incorporó al fútbol amateur de Punta Arenas, sin embargo en julio regresa a la Universidad de Concepción. En 2012 recala en Naval.

## Clubes
| Club                      | País  | Año       |
| ------------------------- | ----- | --------- |
| Fernández Vial            | Chile | 2003-2005 |
| Universidad de Concepción | Chile | 2006-2009 |
| Everton                   | Chile | 2010      |
| Universidad de Concepción | Chile | 2011      |
| Naval                     | Chile | 2012-2013 |
| Lota Schwager             | Chile | 2013-2014 |

## Títulos

### Campeonatos nacionales
| Título     | Club                      | País  | Año       |
| ---------- | ------------------------- | ----- | --------- |
| Copa Chile | Universidad de Concepción | Chile | 2008/2009 |

- Datos: Q6558545